# Bakonjo
Die Konjo (Pl. Bakonjo, Sing. Mukonjo) oder Konzo sind ein Volk, das im Ruwenzori-Gebirge von Südwest-Uganda lebt.
Laut einer Volkszählung von 1992 lebten zu dieser Zeit 361.709 Bakonjo in den Plateaus, Hügeln und Gebirgshängen auf bis zu 2200 Metern Höhe. Traditionell sind diese Ackerbauern und Viehzüchter und bauen Yams, Süßkartoffeln, Bohnen, Erdnüsse, Sojabohnen, Kartoffeln, Reis, Weizen, Cassava, Kaffee, Bananen und Baumwolle an, während sie Hausziegen, Schafe und Geflügel hüten. Die Bakonjo praktizieren traditionelle ostafrikanische Religionen und das Christentum. In neuerer Zeit breitet sich zunehmend auch der sunnitische Islam unter den Konjo aus. Die Bakonjo leben auch an den westlichen Hängen des Rwenzorirange im Kongo.
Die Sprache der Bakonjo wird unterschiedlich bezeichnet und ist als Rukonjo, Olukonjo, Olukonzo oder Lhukonzo bekannt. Sie hat sprachlich bis zu 77 % Gemeinsamkeiten mit Nande. Es gibt viele Clans, einschließlich Sanza (Ekisanza).
Die Bakonjo waren Teil der Rwenzururu-Bewegung gegen das Königreich Toro und später gegen die Zentralregierung, die ihre Höhepunkte in der Mitte der 1960er Jahre, sowie in den frühen 1980ern erreichte. Im Jahre 2008 erkannte die ugandische Regierung das von den Bakonjo und den Amba gestützte Königreich Rwenzururu an. Es ist das erste Königreich Ugandas, das von zwei Völkern geteilt wird.
Bekannte Bakonjo sind Amon Bazira, der in den Verhandlungen, die den 1980er-Konflikt beendeten, eine wichtige Rolle spielte und Charles Mumbere, genannt der Omusinga, der König des Rwenzururu-Königreiches.